# 糸博
糸 博（いと ひろし、1933年3月15日 - ）は、日本の声優、俳優、ナレーター。福岡県出身。81プロデュース所属。
主な出演作に『にんげんドキュメント 津軽・故郷の光の中へ』、『NARUTO -ナルト- 疾風伝』（志村ダンゾウ）、『鋼の錬金術師 FULLMETAL ALCHEMIST』（ガードナー）、『NHKスペシャル』（ボイスオーバー）などがある。

## 経歴
西南学院大学卒業。
NHK福岡放送劇団、劇団現代劇場、劇団こけし座、全日本音楽芸能プロダクション、エヌ・エー・シー、グループだいこん、セブンセンター、高橋事務所、江崎プロダクション、同人舎プロダクション、劇団新人会映画放送部を経て、81プロデュース所属となった。
声優になったきっかけは「結核を患って他の仕事につく事ができなくなり、やむを得ず…」。声優になっていなければ、「銀行に入れるよう父親が手筈をととのえていたのでおそらく銀行でしょう」と述懐している。

## 人物
声種はバリトン。
外画、アニメなどで活躍するほか、ナレーターとしても活躍。テレビ草創期から活動しており、90歳を超えた現在もドキュメンタリー番組のボイスオーバーやナレーション、吹き替えを中心に現役で活動している。
吹き替えではブライアン・コックス、ジェームズ・クロムウェル、マイケル・ケインなどを担当。ドキュメンタリー番組においてはミハイル・ゴルバチョフのインタビューの吹き替えを何度か担当している。また、過去にはジョン・ウェインも多く担当していた。
特技は釣りと書道、長所は一途で短所はせっかち、好きな色は茶色。
息子がいる。

## 出演
太字はメインキャラクター。

### テレビアニメ
1969年
- カムイ外伝（百姓）

1977年
- シートン動物記 くまの子ジャッキー（旦那A）
- 新・巨人の星（1977年 - 1978年）

1978年
- 家なき子（ガレイ弁護士）

1981年
- 鉄腕アトム (アニメ第2作)（アンペア）
- ミスター・ジャイアンツ 栄光の背番号3

1982年
- 科学救助隊テクノボイジャー（艦長）

1983年
- ガジェット警部（タノーバ隊長、ユーリ族長、教授）

1984年
- 星銃士ビスマルク（ルヴェール事務総長）

1985年
- ダーティペア（アンドルー）

1988年
- F-エフ（赤木総一郎）

1989年
- 機動警察パトレイバー（大那）
- ジャングル大帝（ギラン）

1991年
- 機甲警察メタルジャック（萩原）
- 森の妖精（侍従）

1992年
- お〜い!竜馬（千葉定吉）
- クッキングパパ（西村）
- チロリン村物語（ガンコ）
- 炎の闘球児 ドッジ弾平（坂本龍之進）
- YAWARA!（コーチ）

1994年
- BLUE SEED（宮原代議士）
- モンタナ・ジョーンズ（ギルト博士 / ソーン大使）

1995年
- あずきちゃん（駅係員）
- ストリートファイターII V（オルテガ）
- それいけ!アンパンマン（ナベぶぎょう）

1997年
- ネクスト戦記EHRGEIZ（将軍）
- 名探偵コナン（金城玄一郎）

1998年
- アリスSOS（サボテン大魔王）
- 金田一少年の事件簿（赤間光彦）
- 太陽の子エステバン（BS版）（ペレス船長）
- TRIGUN（先生）
- MASTERキートン（グリーンパーク）
- 遊☆戯☆王（警部）

1999年
- 神八剣伝（エルカラ）
- ゾイド -ZOIDS-（1999年 - 2000年、ツェッペリン皇帝、ガース）
- 爆球連発!!スーパービーダマン（セバスチャン）
- ポケットモンスター（アルジー）

2000年
- 装甲救助部隊レストル（医師）
- とっとこハム太郎（ロコちゃんのおじいちゃん）

2001年
- 砂漠の海賊!キャプテンクッパ（ブリトー）
- サラリーマン金太郎（倉本、裁判官）
- ZOIDS新世紀Ø（連盟会長）
- ノワール（ライマン）

2002年
- あたしンち（じーちゃん）
- 攻殻機動隊 STAND ALONE COMPLEX（リットン）
- ロックマンエグゼ（カットマン長老）

2003年
- アストロボーイ・鉄腕アトム（ムッシュウ・アンペア）

2004年
- ゾイドフューザーズ（ハルド）
- MONSTER（2004年 - 2005年、ゲールマン）

2005年
- スターシップ・オペレーターズ（ラウ大統領）

2007年
- 銀魂（角屋のだんな）
- D.Gray-man（ゲオルグ）
- NARUTO -ナルト- 疾風伝（志村ダンゾウ）

2008年
- ゴルゴ13（2008年 - 2009年、ブライアン・スミス、ワレリー・ビロゼルチェフ）
- 屍姫 赫（肋岡砂夫）
- 絶対可憐チルドレン（賽銭）

2010年
- 極上!!めちゃモテ委員長 セカンドコレクション（姫香の祖父）
- 鋼の錬金術師 FULLMETAL ALCHEMIST（ガードナー）
- ポケットモンスター ダイヤモンド&パール（執事）

2011年
- へうげもの（古渓宗陳）
- 輪るピングドラム（夏芽左兵衛）

2012年
- NARUTO -ナルト- SD ロック・リーの青春フルパワー忍伝（志村ダンゾウ）

2014年
- ガールフレンド（仮）（野乃花・祖父）
- 団地ともお（雪郷）
- テンカイナイト（老人）
- ばらかもん（琴石耕作）
- 魔弾の王と戦姫（ユーグ＝オージェ）

2015年
- ポケットモンスター XY（ジンゴロウ）

2017年
- 霊剣山 叡智への資格（村長）
- テイルズ オブ ゼスティリア ザ クロス（ドラン）
- THE REFLECTION（市長）

2018年
- タイムボカン 逆襲の三悪人（葛飾北斎）
- LOST SONG（タルジア・ホークレイ）
- メジャーセカンド（光の祖父）
- ユリシーズ ジャンヌ・ダルクと錬金の騎士（ニコラ・フラメル）

2019年
- ノー・ガンズ・ライフ（2019年 - 2020年、アンディ・ウォシャウスキー） - 2シリーズ

2021年
- テスラノート（テスラ）

2024年
- 魔王学院の不適合者 II 〜史上最強の魔王の始祖、転生して子孫たちの学校へ通う〜（リシウス・エンゲロ・ガイラディーテ）

### 劇場アニメ
- 天空の城ラピュタ（1986年、親方[27][28]）
- 走れメロス（1992年、ダモクレス）
- かっ飛ばせ!ドリーマーズ 〜カープ誕生物語〜（1994年、太田伝造）
- チョッちゃん物語（1996年、朝の父）
- 映画 あたしンち（2003年、じーちゃん[29]）
- 嘉兵衛の海（2005年）
- SHORT PEACE「GAMBO」（2013年、村長）

### OVA
1991年
- 英雄凱伝モザイカ（ウ・ダンテ）

1992年
- 創世機士ガイアース
- D-1 DEVASTATOR（ケリー・坂本）

1993年
- THE八犬伝 新章（四六城木工作）

1994年
- 七都市物語 〜北極海戦線〜（アクイロニア司令官）

1995年
- 真・女神転生 東京黙示録（葦屋）
- BADBOYS3 BEST FRIEND（村上）

1997年
- サイコダイバー 魔性菩薩（黒岩）

1998年
- 銀河英雄伝説外伝 千億の星、千億の光（クラウス・フォン・リヒテンラーデ〈2代目〉）

1999年
- 黒の断章 〜Mystery of Necronomicom〜（澁澤靖之）

2000年
- 日野日出志 東海道 四谷怪談（伊藤喜兵衛）

2005年
- フリクリ（ナンダバ・シゲクニ）

2009年
- TO（ロンギ）

### Webアニメ
- ニンジャスレイヤー フロムアニメイシヨン（2015年、ゲイトキーパー[31]）

### ゲーム
1991年
- ロードモナーク -新・ガイア王国記-（ソウエン、死霊王、ウルグ族の長老）

1993年
- 機装ルーガ（ハイエルン皇帝）
- デバステイター（ケリー・坂本）

1994年
- 風の伝説ザナドゥII（アーグ）

1998年
- サイキックフォース2012（灌頂玄信）
- ミサの魔法物語（楠木影治朗）

1999年
- エースコンバット3 エレクトロスフィア（ガブリエル・W・クラークソン）
- サイキックフォース2（灌頂玄信）
- Syphon filter（エドワード・ベントン）
- シャドウハーツII（ゼペット）

2002年
- 神機世界エヴォルシア（Infantrymen）
- ソウルリーバー2（エルダーゴッド）

2004年
- ホーンテッドマンション（アティカス大王）

2005年
- サイキックフォースCOMPLETE（灌頂玄信）

2007年
- エルヴァンディアストーリー（エルパランス）

2008年
- ダークセクター（The A.D.）

2010年
- NARUTO -ナルト- 疾風伝 キズナドライブ（志村ダンゾウ）

2011年
- NARUTO -ナルト- 疾風伝 ナルティメットインパクト（志村ダンゾウ）

2012年
- アスラズ ラース（転輪王）
- NARUTO -ナルト- 疾風伝 ナルティメットストームジェネレーション（志村ダンゾウ）

2013年
- NARUTO -ナルト- 疾風伝 ナルティメットストーム3（志村ダンゾウ）

2014年
- NARUTO -ナルト- 疾風伝 ナルティメットストームレボリューション（志村ダンゾウ）

2015年
- The Order:1886

2016年
- バイオハザード0 HDリマスター（ジェームス・マーカス）
- NARUTO -ナルト- 疾風伝 ナルティメットストーム4（志村ダンゾウ）

### ドラマCD
- アリソンとリリア ドラマCDII 〜リリアとトレイズAnother Story〜（老人）
- 暗黒邪神教の洞窟 ソノラマ文庫カセットCDブック（バード）
- エデンを遠く離れて（校長）
- 江戸川乱歩ドラマシリーズ 悪魔人形（サナエの父）
- お義兄様が世界で1番っ♥（リチャード・オブライエン）
- 風の大陸（僣主）
- 機動戦士ガンダム00CDドラマ・スペシャル アナザーストーリー Road to 2307（スレッグ・スレーチャー）
- 銀河鉄道999 ドラマスペシャルエディション（アンタレス）
- クズルウルマック（国王シュッピルリウマ2世）※81プロデュースオリジナルドラマCD
- グラビテーション Sound Story 2（雇いの親父）
- サイキックフォース2012（玄信）
- 天は赤い河のほとり（タロス）
- 夏子の酒（社長）
- 花鎮の饗 山藍紫姫子の世界（藤代福寿）
- ひそやかな情熱（香西誠美）
- 流星皇子TOMMY（奥多摩博士）

### 吹き替え

#### 担当俳優
アラン・アーキン
- クーパー家の晩餐会（バッキー / 2016年）
- ジーサンズ はじめての強盗（アルバート・ガードナー / 2017年）
- ダンボ（J.グリフィン・レミントン / 2019年）

アンディ・ロマーノ
- 不法侵入（ラッセル・ヘイズ署長 / 1993年）
- イレイザー（ダニエル・ハーパー次官 / 1996年）※ソフト版
- 逃亡者（裁判官 / 1996年）※テレビ朝日版
- ドロップ・ゾーン（トム・マックラッケン / 1998年）※テレビ朝日版

ケネス・ウェルシュ
- クロコダイル・ダンディー2（ブラニガン / 1989年）※ソフト版
- ハビタ/新種生命体（マーロー / 1999年）
- デイ・アフター・トゥモロー（ベッカー副大統領 / 2006年）※テレビ版

ジェームズ・クロムウェル
- 24 -TWENTY FOUR- シーズン6（フィリップ・バウアー〈ジャックの父親〉 / 年度不詳）
- グリーンマイル（ハル・ムーアズ / 2000年）※ソフト版
- 将軍の娘/エリザベス・キャンベル（ジョー・キャンベル将軍 / 2000年）
- ロンゲスト・ヤード（ヘイゼン / 2006年）

ジョン・ウェイン
- 血戦奇襲部隊（ウィッジ・ドノヴァン少佐 / 1969年）
- 拳銃無宿（クワート・エヴァンス / 1969年）
- ケンタッキー魂（ジョン・ブリーン / 1969年）
- 砂塵の町（ジョン・フィリップス / 1969年）
- 西部の顔役（トム・クレイグ / 1969年）
- 怒涛の果て（ロールス船長 / 1969年）
- フライング・タイガー（ジム・ゴードン隊長 / 1969年）※テレビ東京版
- 暴力街（リン・ホリスター / 1969年）

チャールズ・ダンス
- ほんとうのジャクリーヌ・デュ・プレ（デレク・デュ・プレ / 2000年）
- そして誰もいなくなった（ローレンス・ウォーグレイヴ / 2016年）
- ラビット・ホール/指名手配のスパイ（ベン・ウィルソン / 2023年）

デレク・ジャコビ
- 英国王のスピーチ（大司教コスモ・ラング / 2011年）
- ヒア アフター（本人役 / 2012年）
- シンデレラ（国王 / 2015年）
- トールキン 旅のはじまり（ライト教授 / 2020年）

ブライアン・コックス
- 天才マックスの世界（ネルソン・グッケンハイム校長 / 2000年）
- ボーン・アイデンティティー（ウォード・アボット / 2003年）※ソフト版
- ボーン・スプレマシー（ウォード・アボット） / 2005年）※ソフト版
- トップ・ランナー（バクスター / 2008年）

マイケル・ケイン
- インセプション（マイルス教授 / 2012年）※テレビ朝日版
- ダークナイト（アルフレッド・ペニーワース / 2012年）※テレビ朝日版
- グランド・イリュージョン 見破られたトリック（アーサー・トレスラー / 2017年）

#### 映画
- 愛と野望のナイル
- 愛の地獄（ヴェルノン〈ジャン＝ピエール・カッセル〉）
- 愛は霧のかなたに ※テレビ朝日版
- アウトバーン（ハーゲン・カール〈アンソニー・ホプキンス〉）
- 悪魔の追跡（ジャック・ヘンダーソン）
- アサシン 暗・殺・者（ファハド・バフティヤール〈リチャード・ロマナス〉）※日本テレビ版
- アトミック・トレイン（大統領〈エドワード・ハーマン〉）※ソフト版
- アバウト・ア・ボーイ
- あひる大旋風（ラトリッジ〈ジェームズ・グレゴリー〉）
- アポロ11 史上最大のミッション ※フジテレビ版
- アメリア 永遠の翼
- ALI アリ（ハワード・コセル〈ジョン・ヴォイト〉）
- アリゲーター2（ホーク・ホーキンス〈リチャード・リンチ〉）※VHS版
- アンカーウーマン（トム・オール〈ジェームズ・カレン〉）
- アンスピーカブル（アール・ブレイクリー所長〈デニス・ホッパー〉）
- 1492 コロンブス（タラバラ〈アルバート・ヴィダル〉）※ソフト版
- IT/イット THE END “それ”が見えたら、終わり。（店主〈スティーヴン・キング〉[43]）
- 今そこにある危機（ワシントンの刑事〈レックス・リン〉）※テレビ朝日版
- インナースペース（タクシー運転手〈ディック・ミラー〉）※TBS版
- ウエスタン（シャイアン〈ジェイソン・ロバーズ〉[44]）※ソフト版
- 宇宙水爆戦
- 美しき獲物（ヴィクトル・ユリリヴィッチ）
- 運命の瞬間/そしてエイズは蔓延した（リュック・モンタニエ〈パトリック・ボーショー〉）
- エア★アメリカ ※日本テレビ版
- エグゼクティブ・コマンド（副大統領〈マイケル・カバナフ〉）※ソフト版
- エクソシスト（タニー医師〈ロバート・シモンズ〉）※TBS版
- エデンの東 ※テレビ朝日版
- エネミー・オブ・アメリカ（ラリー・キング）※フジテレビ版
- L.A.大捜査線/狼たちの街（ジム・ハート〈マイケル・グリーン〉）
- 大いなる男たち（アンダーソン大尉〈エドワード・フォークナー〉）
- おしゃれ泥棒 ※フジテレビ版
- 男たちの挽歌 II（ウー部長〈ラウ・シウミン〉）※ソフト版
- 男たちの挽歌 III アゲイン/明日への誓い（チョウ）※ソフト版
- 硝子の塔 ※テレビ朝日版
- カリートの道（サッソ、ファインスタイン判事〈ポール・マザースキー〉）
- カリフォルニア〜ジェンマの復讐の用心棒（ロープ・ウィッタカー）
- 火龍（毛沢東〈ユー・リウェン〉）
- 頑張れフリッパー（ホルジー・ホップウェル卿）
- キスへのプレリュード（牧師〈ワード・オーマン〉、社員(3)、駅員）※機内上映版
- ギフト（裁判長）
- キャット・ピープル ※フジテレビ版
- 恐竜小僧/ジュラシック・ボーイ
- キラー・コップ/悪魔の熱線殺人
- キングコング（市職員〈ジョン・エイガー〉）※フジテレビ版
- グリーン・ドラゴン（トゥイの父）
- CLIFF SEVEN/人質奪還指令（ロジャー・マクブライド〈ランス・ヘンリクセン〉）
- グリマーマン（フランク・デベレル〈ボブ・ガントン〉）※テレビ朝日版
- クレイジー・ワールド（グリムシャンクス）
- グレン・ミラー物語（ヘンリー・アーノルド将軍〈バートン・マクレーン〉）※テレビ東京版
- クロッシング（カール・バーネット警部）
- 軍事機密 パトリオット（エイブラムス裁判長〈デイル・カッツ〉）
- ケイティ
- ケオマ・ザ・リベンジャー（ブッチ・シャノン）
- ゲッタウェイ（ハロルド・クリントン〈ジャック・ダドスン〉）※テレビ朝日版
- ゲッティング・イーブン（ロメイコ警部補〈ヘクター・エリゾンド〉）
- 訣別の街（ウォルター・スターン〈マーティン・ランドー〉）
- 荒野のドラゴン（スペンサー）
- 告発の行方（裁判長）※テレビ朝日版
- ゴッドファーザー（マクラスキー警部〈スターリング・ヘイドン〉）※DVD版
- コップランド（レオ・クラスキー〈ジョン・スペンサー〉）※日本テレビ版
- コラテラル・ダメージ（シュラブ国務次官〈マディソン・メイソン〉）※フジテレビ版
- コンドル（ミッチェル）※テレビ朝日旧録版
- 最高のルームメイト（ボレク・クルパ〈ヤン・ルーベス〉）
- 最後の猿の惑星（エイブ先生）
- 最後の初恋（ロバート・トーレルソン〈スコット・グレン〉）
- ザ・シークレット・サービス（合衆国大統領）※ソフト版
- さすらいのカウボーイ（保安官〈ラリー・ハグマン〉）
- ザ・セル（テディ・リー〈ジェームズ・ギャモン〉）
- ザ・ソルジャー（長官〈ロン・ハーパー〉）
- ザ・ファーム 法律事務所（オリヴァー・ランバート〈ハル・ホルブルック〉）※ソフト版
- ザ・フィアー2（祖父〈ラリー・ペンネル〉）
- サブリナ（パトリック・タイソン〈リチャード・クレンナ〉）
- ザ・ペーパー（グラハム・キーリー〈ジェイソン・ロバーズ〉）
- ザ・ライト -エクソシストの真実-（ルーカス・トレヴァント神父〈アンソニー・ホプキンス〉）
- さらば英雄/愛と銃撃の彼方に（カワシマ大将）
- さらばバルデス（リトル・ベア）
- 猿の惑星・征服（警官〈ジョン・デニス〉）
- ザ・ロック（アーネスト・パクストン〈ウィリアム・フォーサイス〉）※ソフト版
- ザ・ワイルド（スタイルズ〈L・Q・ジョーンズ〉）※テレビ朝日版
- G.I.ジョー（大統領〈ジョナサン・プライス〉）
- G.I.ジョー バック2リベンジ（大統領〈ジョナサン・プライス〉）
- JFK（ナレーション〈マーティン・シーン〉）※テレビ朝日版
- ジェルミナル（フィリップ・エヌボー〈ジャック・ダクミーヌ〉）
- 死刑台のメロディ
- 地獄の黙示録 特別完全版（コーマン将軍〈G・D・スプラドリン〉）
- シシリアン（ロカシオ）
- 7月4日に生まれて（医師〈ボブ・ガントン〉、大佐〈デイル・ダイ〉）※テレビ朝日版
- シャーロック・ホームズ（フィリップ大尉）※テレビ朝日版
- シャイニング（ロード〈ジョー・ターケル〉）
- ジャッカル（ドナルド・ブラウンFBI長官〈ジョン・カニンガム〉、テレク・ムラド〈デヴィッド・ヘイマン〉）※ソフト版
- ジャッキー・チェンの必殺鉄指拳（洪〈ティエン・ファン〉[45]）※TBS版
- ジャッジ・ドレッド（ヴァーティス・ハモンド〈ミッチェル・ライアン〉）※フジテレビ版
- ジャッジ・ブロンド（アーサー・ジェイムソン）
- ジャンヌ・ダルク ※日本テレビ版
- ジュニア（ノア・ベインズ所長〈フランク・ランジェラ〉）※日本テレビ版
- ショーシャンクの空に（検察官〈ジェフリー・デマン〉）※ソフト版
- 少林寺への道（ナレーション）
- 処刑人（オーガスタス〈カーメン・ディステファノ〉）
- 処刑人 アナザーバレット（ラッキー・サルヴァトーレ〈ロバート・ミアノ〉）
- ジョンQ -最後の決断-（フランク・グライムズ警部補〈ロバート・デュヴァル〉）※日本テレビ版
- ジョンとメリー
- 新・明日に向って撃て!（マイク・キャシディ〈マイケル・C・グウィン〉）
- 新生人 Mr.アンドロイド
- 侵入者 官能の甘い罠
- 新・ぼくはむく犬（エディ・ロシャク〈ヴィック・テイバック〉）
- 推定無罪（ライオネル・ケニーリー）※テレビ朝日版
- スウォーズマン/女神復活の章（キン将軍〈リン・カーティン〉）
- スカーレット・レター（ストーンホール牧師〈ロバート・プロスキー〉）
- スコーピオン・キング（キング・フェロン〈ロジャー・リース〉）※ソフト版
- スター・ウォーズ エピソード5/帝国の逆襲（カーリスト・ライカン将軍〈ブルース・ボア〉）※ソフト版
- スターリングラード（ムスク大尉〈カレル・エルマネック〉）
- スティグマータ 聖痕（アラメイダ神父）
- スティグマ 裂け目（モーリー〈クリストファー・ロイド〉）
- ステルスvsステルス エグゼクティブコマンド（バーンズ将軍〈マイケル・キャヴァノー〉）
- スネーク・アイズ（チャールズ・カークランド国防長官〈ジョエル・ファビアーニ〉）※テレビ朝日版
- スパイ・エンジェル/グラマー美女軍団2
- スリーピー・ホロウ（ニューヨーク市長〈クリストファー・リー〉）※テレビ東京版
- スリー・リバーズ（エディ・アラー〈ブライオン・ジェームズ〉）※ソフト版、（ヴィンス・ハーディ〈ジョン・マホーニー〉）※テレビ朝日版
- 世界が燃えつきる日（ペリー〈キップ・ニーヴン〉）
- 戦慄のレッド・ボーダー/暗殺への報酬
- ゾディアック（フランク・パーキンス署長〈フィリップ・ベイカー・ホール〉）
- ダーティコップ 濡れたナイフ（スチュアート警部補）
- ダイ・ハード3（フレッド・シラー〈スティーヴン・パールマン〉、FBIチーフ〈リチャード・ラッセル・レイモス〉）※ソフト版
- 大変な結婚（チャン・ジョンジョン〈パク・クニョン〉）
- ダイヤルM（ボビー・フェイン〈マイケル・P・モラン〉）※日本テレビ版・テレビ朝日版
- 007 ドクター・ノオ（プレイデル・スミス〈ルイス・ブレーザー〉、助手、部下(7)）※TBS版
- 007 ゴールデンアイ（Q〈デスモンド・リュウェリン〉）※ソフト版、（デミトリ・ミシュキン国防大臣〈チェッキー・カリョ〉）※テレビ朝日版
- ダブル・テイク（チャールズ・オルズワース〈エドワード・ハーマン〉）
- チェーン・リアクション（エド・ラファティ〈チェルシー・ロス〉）※ソフト版
- チャーリー・ウィルソンズ・ウォー（ムハンマド・ジア＝ウル＝ハク大統領〈オム・プリ〉）
- 超能力者ユリ・ゲラー（ジョー・ハートマン〈テレンス・スタンプ〉）
- 沈黙のステルス（バーンズ将軍〈アンガス・マッキネス〉）
- ツインズ（グレンジャー〈ヒュー・オブライエン〉）※ソフト版
- 冷たい月を抱く女（レスター・アダムス〈ジョセフ・ソマー〉）※テレビ東京版
- デイ・アフター 首都水没（英国首相〈マイク・トンプソン〉）
- 手紙は憶えている（ゼヴ・グットマン〈クリストファー・プラマー〉）
- テキサス・レンジャーズ（リチャード・デュークス〈トム・スケリット〉）
- DECOY/密猟地帯（ジェナー）
- デッドマン・ウォーキング（アール・デラクロア〈レイモンド・J・バリー〉）※ソフト版、（クライド・パーシー〈R・リー・アーメイ〉）※テレビ東京版
- デッド・リミット（ジーン・パーカー）
- デルタ・フォース（ウッドブリッジ将軍〈ロバート・ヴォーン〉）
- テロリスト・ゲーム2/危険な標的 ※フジテレビ版
- デンティスト（ゴールドグラム〈アール・ボーエン〉）
- トゥームストーン（ヘンリー・フッカー〈チャールトン・ヘストン〉）
- 特攻サンダーボルト作戦（シモン・ペレス〈ティグ・アンドリュース〉）
- ドラキュラZERO（カザン〈ウィリアム・ヒューストン〉）
- ドラゴン怒りの鉄拳（鈴木の用心棒〈勝村淳〉）※テレビ朝日版
- ドラゴン・イン/新龍門客棧（ツァオの家臣〈ラウ・シュン〉）
- ナイト・アイズ/愛欲の危険な罠
- ナイロビの蜂（ティム・ドノヒュー〈ドナルド・サンプター〉）
- ナインスゲート（ヴィクター・ファルガス〈ジャック・テイラー〉）※ソフト版
- 南極物語
- 肉の鑞人形（ボリス・ヴォルコフ〈ロベール・オッセン〉）
- 25年目のキス（リグフォート〈ゲイリー・マーシャル〉）
- NY検事局（モーガンスターン〈ロン・リーブマン〉）
- ニュー・ワールド（ニューポート〈クリストファー・プラマー〉）
- 人間消失（ローゼンズウィッグ〈コリン・フォックス〉）
- バード・オン・ワイヤー（ジョー・ウェイバーン〈スティーヴン・トボロウスキー〉、ブラッド〈ケヴィン・マクナルティ〉）※ソフト版
- ハード・チェック（フレディ〈ビル・クロス〉、ジム、スカウトマン）
- ハートブレイク・リッジ 勝利の戦場（メイヤーズ大佐〈リチャード・ベンチャー〉）※テレビ朝日版
- バイオ・エイリアン/新種誕生
- バスキア（ブルーノ・ビショップバーガー〈デニス・ホッパー〉）
- 裸の銃を持つ男 PART2 1/2（テレンス・バゲット）※テレビ朝日版
- バック・トゥ・ザ・フューチャー PART3（ヒューバート町長〈ヒュー･ギリン〉）※日本テレビ版
- ハックフィンの大冒険（ドクター・ロビンソン）
- バッファロー'66（ジミー〈ベン・ギャザラ〉）
- バトルランナー（デーモン・キリアン〈リチャード・ドーソン〉）※DVD版
- ハノーバー・ストリート 哀愁の街かど
- バラ色の選択（ジーン・サルヴァトーレ〈ダン・ヘダヤ〉、ランドール・ブリンカーホフ）
- 薔薇の素顔（バック〈ランス・ヘンリクセン〉）※ソフト版
- ハリウッド・スターガール（ミッチェル〈ジャド・ハーシュ〉）
- 張り込みプラス（マクナマラ〈クリストファー・ドイル〉）※日本テレビ版
- 判決前夜/ビフォア・アンド・アフター（ヘンリー・ラングデイル判事）
- ハンター（ストロング保安官〈ベン・ジョンソン〉）※フジテレビ版
- ピースキーパー（ハーディング少将〈デヴィッド・フランシス〉）※VHS版
- ピーターラビット（マグレガーおじさん〈サム・ニール〉[46]）※劇場公開版
- ヒーロー/靴をなくした天使 ※ソフト版
- 引き裂かれたカーテン（ハインリッヒ・ゲルハルト〈ハンスイェルク・フェルミー〉）※フジテレビ版
- 美少女探偵ナンシー・ドリュー（ダシール・ザッカリー・ビーダーマイヤー〈バリー・ボストウィック〉）
- ビッグ・ガン（ハンス・グルンワルド〈アントン・ディフリング〉、男D）※テレビ朝日版、（ニック・グスト〈リチャード・コンテ〉）※ニュージャパンフィルム版
- ビバリーヒルズ・コップ3（オーリン・サンダーソン〈ジョン・サクソン〉）※ソフト版
- ビバリー・ヒルビリーズ/じゃじゃ馬億万長者（ミルバーン・ドライスデール〈ダブニー・コールマン〉）
- ビリー・ザ・キッド/21才の生涯（ノリス〈ジョン・デイヴィス・チャンドラー〉、シルヴァ）
- WHO AM I? ※テレビ朝日版
- ファースト・キッド 僕のパパは大統領（ウィルクス〈ロバート・ギローム〉）
- ファンタズムIV（トールマン〈アンガス・スクリム〉）
- フィフス・エレメント ※日本テレビ版
- フィラデルフィア・エクスペリメント ※テレビ朝日版
- フェイス/オフ（ヴィクター・ラザロ〈ハーブ・プリズネル〉）※テレビ朝日版
- フェイブルマンズ（ジョン・フォード〈デイヴィッド・リンチ〉）
- 復讐の処刑コップ（サム・ウォッシュバーン）※VHS版
- 不法侵入 ※テレビ朝日版
- フューリー（マッキーヴァー〈チャールズ・ダーニング〉）
- フラッド（チャーリー〈エドワード・アズナー〉）※ソフト版
- PLANET OF THE APES/猿の惑星（カルービ〈クリス・クリストファーソン〉[47]）※日本テレビ版
- フランケンシュタイン（ウォルドマン教授〈ジョン・クリーズ〉）※テレビ朝日版
- ブリッジ・オブ・スパイ（トーマス・ワターズ・Jr〈アラン・アルダ〉）
- プリフォンテーン（ビル・バウアーマン〈R・リー・アーメイ〉）
- ブルーカラー/怒りのはみだし労働者ども（エディ・ジョンソン〈ハリー・ベラヴァー〉）
- ブルーサンダー ※テレビ朝日版
- フル・ブラッド（おじさん〈ロイ・チャオ〉）
- フル・ブラント（ビル・ピーターソン〈マーティン・シーン〉）
- ブルワース（エディ・ダーヴァーズ〈ジャック・ウォーデン〉）
- ブレアウィッチ2（クレイヴンス保安官）
- ブレイブハート（キャンベル〈ジェームズ・コスモ〉）※ソフト版
- フレンチ・キス（コンシェルジュ）※ソフト版
- フレンチ・コネクション2（ブライアン将軍〈エド・ローター〉）
- プロフェッショナル（フランク）
- フロム・ダスク・ティル・ドーン（フロスト〈フレッド・ウィリアムソン〉）※ソフト版
- ブロンド・ターゲット/美人検事VS戦慄の殺人コップ
- フロント・ページ
- ヘアスプレー（ミスター・ピンキー〈ジェリー・スティラー〉）
- ペナルティ・パパ（バック・ウェストン〈ロバート・デュヴァル〉）
- ペリカン文書（ローゼンバーグ裁判官〈ヒューム・クローニン〉、マシュー・バー〈ジョン・フィン〉）※ソフト版
- ホーンティング（ダドリー氏〈ブルース・ダーン〉）
- 冒険者たち（ミショー社長）※TBS版、（傭兵〈ハンス・メイヤー〉）※テレビ東京版
- 暴走特急（クーパー将軍〈カートウッド・スミス〉）※テレビ朝日版
- 僕たちは天使じゃない!（ビューティの父）
- 誇り高き戦場（ジョーダン〈グレゴリー・モートン〉）※TBS新録版
- ボディ・ターゲット ※テレビ朝日版
- ポルターガイスト（ティーグ〈ジェームズ・カレン〉）※テレビ朝日版
- ホワイトハウス狂騒曲 ※テレビ朝日版
- マーガレット・サッチャー 鉄の女の涙（デニス・サッチャー〈ジム・ブロードベント〉）
- マグダレーナ/美しき娼婦（サイドル男爵〈デビッド・ワーナー〉）
- マザーズボーイ/危険な再会（マーク・カプラン〈ポール・ギルフォイル〉）
- マッド・ラブ（リチャード・ロバーツ〈ジュード・チコレッラ〉）
- マニアックコップ2
- マルコムX（ギル牧師〈クリストファー・プラマー〉、オストロフスキー〈デヴィッド・パトリック・ケリー〉）
- ミクロの決死圏 ※フジテレビ版
- ミスター・サタデー・ナイト（フィル・ガスマン〈ジェリー・オーバック〉）
- 皆殺しのガンファイター（看守）
- ムーンライト&ヴァレンチノ（ポール・モロー〈ピーター・コヨーテ〉）
- 無名家族/復讐の狼たち（ボス〈ロー・リエ〉）
- メカニック（ハリー・マッケンナ〈ドナルド・サザーランド〉）
- メン・イン・ブラック3（エージェントX〈デヴィッド・ラッシュ〉[48]）
- もういちど殺して（ジョンジー〈ジョー・カーベリー〉）※TBS版
- 燃えよNINJA（小森〈デイル・イシモト〉）
- モッド・スクワッド（グリア〈デニス・ファリーナ〉）
- ヤング・ブラッド（バッキンガム卿、ダルタニアンの父）
- 郵便配達は二度ベルを鳴らす
- ユダ&ブラック・メシア 裏切りの代償（J・エドガー・フーヴァーFBI長官〈マーティン・シーン〉[49]）
- ユニバーサル・ソルジャー（クリストファー・グレガー博士〈ジェリー・オーバック〉）※テレビ朝日版
- 48時間PART2/帰って来たふたり ※ソフト版
- ライアー ライアー（マーシャル・スティーブンス裁判官〈ジェイソン・バーナード〉）※旧ソフト版
- ライフ・アクアティック（オセアリー・ドラクリアス〈マイケル・ガンボン〉）
- ライラの冒険 黄金の羅針盤（学長アレックス〈ジャック・シェパード〉）※テレビ朝日版
- ラ・スクムーン
- ラッキー・レディ ※フジテレビ版
- ラッシュアワー（トーマス・グリフィン警視長（ジュンタオ）〈トム・ウィルキンソン〉）※ソフト版
- ラブ・オブ・ザ・ゲーム（ビン・スカリー）※ソフト版
- 乱気流/ファイナル・ミッション（アレックス〈サム・アンダーソン〉）※フジテレビ版
- ランボー（カーン州警察長〈ビル・マッキニー〉）※日本テレビ新版
- リーサル・ウェポン4（エド・マーフィー警部〈スティーヴ・ケイハン〉）※日本テレビ版
- リアル・スティール（マーヴィン・バーンズ〈ジェームズ・レブホーン〉）
- リバイヴ・エックス 世紀末プロファイル:侵略（スティーヴ・アイヴァース〈スタンリー・アンダーソン〉）
- リベンジ（マデロ〈ジョシー・コーティ〉）※テレビ朝日版
- レッド・バイオリン（ニコロ・ブソッティ〈カルロ・チェッキ〉）
- レッド・ブロンクス（ホワイト・タイガー〈クリス・ロード〉）※ソフト版
- レナードの朝（ピーター・インガム医師〈マックス・フォン・シドー〉）※日本テレビ版
- ロード・オブ・ザ・タイム（マティラス〈リムガウダス・カーヴェリス〉、宿屋主人、男2）
- ロサンゼルス（ハーマン・ボールドウィン総監〈アンソニー・フランシオサ〉）※テレビ朝日版
- ロッキー（スチュ・ネイハン）
- ロッキー2（スチュ・ネイハン）
- ロッキー3（スチュ・ネイハン）※TBS版
- ロッキー4/炎の友情 ※TBS版
- ロビン・フッド（リチャード王〈ショーン・コネリー〉、ロックスリー卿〈ブライアン・ブレスド〉）※ソフト版
- ワイルドガン（ウィリアム・クレイトン〈ドナルド・サザーランド〉）
- わすれた恋のはじめかた（バークの義父〈マーティン・シーン〉）
- 私がウォシャウスキー（ジョン・マグロー）
- 私は告白する（ベノワ神父〈ジル・ペルティエ〉）※NHK版
- 102（アームストロング刑事、判事〈ティモシー・ウェスト〉）
- ワンス・アポン・ア・タイム・イン・チャイナ 天地黎明（リュウ〈ラウ・シュン〉）
- ワンス・アンド・フォーエバー（リンドン・ジョンソン大統領）※フジテレビ版
- ワンダー 君は太陽（トゥシュマン先生〈マンディ・パティンキン〉[50]）

#### ドラマ
- アース2（ブロデリック・オニール〈リチャード・ブラッドフォード〉）※日本テレビ版
- iCarly（教育長）
- アボンリーへの道（アンブローズ神父〈レイ・ジェワーズ〉）
- アメリカン・ヒーロー
- アリー my Love（ピーターズ判事〈デヴィッド・オグデン・スティアーズ〉）
- ER緊急救命室
  - シーズン4 - 8（ダナカー消防隊長〈エド・ローター〉）
  - シーズン5 #1（ウィッキー〈ケン・カーチェヴァル〉）
  - シーズン12 #8（ブカタ〈マイケル・シェイマス・ワイルズ〉）
- WITHOUT A TRACE/FBI 失踪者を追え!
  - シーズン1 #12（フェルドマン〈ジョン・ルービンスタイン〉）
  - シーズン2 #12（アイゼンマン）
  - シーズン3 #9（ホイットマイア）
- エイリアス 2重スパイの女（イヴァンコフ〈スティーヴン・リスカ〉）
- エイリアン・ウォーズ（ウエスト大佐〈ジョン・エバンス〉）
- S.O.F. シーズン2 #16（ジョン・ジョーンズ〈ドン・マレー〉）
- X-ファイル シーズン3 「骨董」「D.P.O.」 ※テレビ朝日版
- エルビス・プレスリー 家族が語る素顔（ポール・ボーリュー）
- エレメンタリー3 ホームズ&ワトソン in NY（Mr.ノーズ）
- カリフォルニケーション シーズン6 #10（ジャック〈ビル・スミトロヴィッチ〉）
- クローザー（アロンゾ・ロペス〈トニー・プラナ〉）
- 警察署長（トム・マントン医師）
- 刑事スタスキー&ハッチ シーズン1 #3（ローリー〈マイケル・ラーナー〉）
- こちらブルームーン探偵社 シーズン2 #10（ソウル・キング）
- コミンスキー・メソッド（バリー・レヴィンソン）
- サイエンス・シミュレーション 人類 火星に立つ（グレン・ハートウェル〈フランシス・X・マッカーシー〉）
- ザ・プリテンダー 仮面の逃亡者（シドニー〈パトリック・ボーショー〉）
- ザ・ホワイトハウス シーズン2-4（ハケット、ゲージ、エバン〈クリスチャン・クレメンソン〉）
- 三国志演義（ナレーター）※NHK-BS2版
- シャーロック・ホームズの冒険
  - 赤髪連盟（メリーウェザー）
  - 這う人（プレスベリー教授）※追加収録部分
- JUSTIFIED 俺の正義（アーロ・ギヴンズ〈レイモンド・J・バリー〉）
- 私立探偵マグナム シーズン2 #18（ウィリアム・ノックス〈バリー・ネルソン〉）
- 新・刑事コロンボ 影なき殺人者（ジョージ博士〈スティーブン・ギルボーン〉）
- 新スーパーマン（ダリル〈ロバート・カルプ〉）
- 心理探偵フィッツ（ナレーター、牧師、タクシードライバー 他）
- スキャンダル 託された秘密（ジェリー・グラント〈フィッツの父〉〈バリー・ボストウィック〉）
- スタートレック:エンタープライズ（長老〈ブルース・フレンチ〉、クレイラー人・ロケン〈ロン・グラス〉、ブルサン）
  - 新スタートレック（ライタン・グラックス〈ルドルフ・ウイリック〉、ガル・ナダール〈マーク・ブラムホール〉、ラングフォード警部〈デビッド・ワーナー〉）
- スティーヴン・キングのゴールデン・イヤーズ（マクガイヴァー中尉）
- スティーヴン・キングのザ・スタンド（バリー・ドーガン署長〈チャック・アダムソン〉）
- ストライクバック2:極秘ミッション #1 #2
- スパイ大作戦
  - シーズン2 黒の壊滅命令（ウェイン〈ポール・スティーブンス〉）
  - シーズン3 幻の契約書（ネイロン将軍〈アルバート・ポールセン〉）
  - 新スパイ大作戦 暗殺者ニコラス（No.1）
- ダークエンジェル
  - シーズン1（ジョナス・ケイル〈ローレンス・プレスマン〉）※ソフト版
  - シーズン2（マッキンリー上院議員）※ソフト版
- ダークスカイ（エドガー〈スタンリー・カメル〉）
- ダーク・マテリアルズ/黄金の羅針盤（パラディシ〈テレンス・スタンプ〉）※U-NEXT版
- 対決スペルバインダー（サモナー〈グリボンの父〉〈スタニスロー・ブレディジャント〉）
- タイムマシーンにお願い（モンテル警部補〈ダニエル・サカパ〉）
- 地上最強の美女たち!チャーリーズ・エンジェル シーズン3 #4（フェントン）
- 超音速攻撃ヘリ エアーウルフ シーズン3 #4（マイケル・ガーヴォヴィッチ博士）
- テラノバ/Terra Nova（ケン・ホートン）
- 特捜班CI-5（マーリン〈ロバート・ジェームズ〉）
- ドクタークイン 大西部の女医物語（ディンストン議員〈グランビル・バン デュセン〉）
- 特攻野郎Aチーム
  - シーズン2 #11（ジム・ベイカー）、#13（サンチェス大佐〈カーメン・アルジェンツィアノ〉）
  - シーズン4 #5（クライトン所長）、#19（タガート）
  - シーズン5 #5（マーティエン〈カスチュロ・ゲッラ〉）
- トランスペアレント シーズン2（モートン・フェファーマン〈モーラ〉〈ジェフリー・タンバー〉）
- 都市を歩くように -フラン・レボウィッツの視点-（マーティン・スコセッシ）
- ナイトライダー シーズン3 #11（D・G・グレブス〈ジェームズ・ルイージ〉）
- PERSON of INTEREST 犯罪予知ユニット
- ハイテク武装車バイパー
  - シーズン1 #10（ポメロイ警部〈カーメン・アルジェンツィアノ〉）
  - ハイテク武装車バイパー2（タルメッジ上院議員）
- バグズ〜ハイテクスパイ大作戦（タイソン・ストレイト社長〈ヴィンセント・ブリンブル〉）
- バトルスター・ギャラクティカ（ソール・タイ大佐〈マイケル・ホーガン〉）
- パワーレンジャー（ハワード叔父さん）
- 100万ドルを取り返せ!（リチャード・カールトン）
- ヒルストリート・ブルース（オジー・クリーヴランド警部補）
  - シーズン6 #3（ジェリー・マクドナーグ）、#8（エドセル〈マイケル・オールドレッジ〉）
- ふたりは最高!ダーマ&グレッグ シーズン5 #5（ポーター）
- ふたりは友達? ウィル&グレイス シーズン2（ロバート）
- THE BLACKLIST/ブラックリスト シーズン3（ピーター・コツィオパロス国家機密局長〈デヴィッド・ストラザーン〉）
- ブルーサンダー（プリースト首相〈ロバート・ドクィ〉）
- ブルックリン・ナイン-ナイン（ウォルター・ペラルタ〈マーティン・マル〉）
- プロテクター電光石火
- プロビデンス（ロドニー・ウェバー〈ロン・カナダ〉）
- PEPPER〜恋するアンカーウーマン
- ボーイ・ミーツ・ワールド シーズン2（ロビン・リーチ〈本人役〉）
- ボディ・オブ・プルーフ 死体の証言 シーズン3 #12（エメット・ハリントン〈アラン・デイル〉）
- 魔術師 MERLIN（ジェフリー・オブ・モンマス）
- 名探偵ポワロ ※NHK版
  - 夢（トレムレット氏〈クリストファー・ソウル〉）
  - スタイルズ荘の怪事件（サマーヘイ警視、騎兵隊長）
  - スズメバチの巣（ドクター・ベルベデア）
  - もの言えぬ証人（キーリー巡査部長）
  - 五匹の子豚（絞首台の牧師）
  - 葬儀を終えて（リチャード）
  - プリマス行き急行列車（ゴードン・ハリデイ）※追加吹き替え分
- リ・ジェネシス バイオ犯罪捜査班（カヴァロ医師）
- ロア 〜奇妙な伝説〜（ウォルター・フリーマン博士〈コルム・フィオール〉）

#### アニメ
- X-MEN（ビートリー裁判官）
- ザ・シンプソンズ（ケント・ブロックマン、カーク・ヴァン・ホーテン、ロイ・スナイダー判事〈2代目〉 他）
  - ザ・シンプソンズ MOVIE（ウェイロン・スミサーズ、ケント・ブロックマン、ファット・トニー）※劇場公開版（ケント・ブロックマン）※オリジナル版
- シンデレラ（大臣）※1992年公開版
- 天才犬ピーボ博士のタイムトラベル
- ぞうのババール（キングノーファン）
- ミュータント・タートルズ（バーン部長〈初代〉）※東和ビデオ版 （サイクロイド教授、ルソー）※テレビ東京版
- ランゴ（パピー、バルサザー〈声：ハリー・ディーン・スタントン〉）

### レコードカセット
- 「出たぁ〜!怪獣大行進」PONYミュージックカセット（ナレーター）※ウルトラシリーズの歌やミニドラマ、怪獣紹介を収録

### ラジオドラマ
- NHK-FM 恋する音楽小説「満月」（男）
- NHK-FM 封神演義（張桂芳、敖光）
- NHK-FM「僕が帰れない理由」
- 黒後家蜘蛛の会「死角」（ウォルドマー・ロング）

### ボイスオーバー
- 伊藤英明の大シベリア（BS-TBS）
- NHK・ドキュメンタリーWAVE「除染された故郷へ〜ビキニ核実験・半世紀後の現実〜」（2012年）
- NHKスペシャル（NHK総合）
  - 「硫黄島 玉砕戦〜生還者61年目の証言〜」（2006年）
  - 「カラーでよみがえる東京〜不死鳥都市の100年〜」（2014年）
  - 「福島・浜通り〜原発と生きた町」（2014年、岩本忠夫の声）
  - NHKドキュメンタリー BS1スペシャル「伝説の晩餐会（ディナー）へようこそ」（2015年） - ミハイル・ゴルバチョフ
  - マネー・ワールド 資本主義の未来 第3集「巨大格差 その果てに」（2016年） - スタンリー・ハバードの声
  - 新・映像の世紀
    - 第1集「百年の悲劇はここから始まった」（映画プロデューサー ローウェル・トーマス）
    - 第2集「グレートファミリー 新たな支配者」（ジョン・メイナード・ケインズ）
    - 第3集「時代は独裁者を求めた」（ピーター・ドラッカー、ベルリン市民の手記の朗読）
    - 第4集「世界は秘密と嘘に覆われた」（デイヴィッド・ハルバースタム）
    - 第5集「若者の反乱が世界に連鎖した」（ジャン＝ポール・サルトル）

  - 盗まれた最高機密 〜原爆・スパイ戦の真実〜（ハーバード大学名誉教授 ロイ・グラウバー、元『プラウダ』科学記者 ウラジミール・グバレフ、原子物理学者 仁科芳雄）
  - シリーズ 激動の世界
    - 第1回 「テロと難民 〜EU共同体の分断〜」（エッセン文化科学研究所所長 政治学者 クラウス・レゲヴィー、心臓内科 ヨルゴス・ヴィハス医師）
    - 第2回 「大国復活の野望 〜ロシア・プーチンの賭け〜」（国際政治学者 ドミトリー・トレーニン）

  - ふたりの贖罪〜日本とアメリカ・憎しみを越えて〜（元GHQ歴史課長 ゴードン・ウィリアム・プランゲ）
  - 映像の世紀プレミアム
    - 第6集「アジア 自由への戦い」（2017年8月19日） - マハトマ・ガンジーの声

  - 映像の世紀 バタフライエフェクト
    - 第2回「アインシュタイン 科学者たちの罪と勇気」（2022年4月11日）
    - 第18回「9.11 同時多発テロへの点と線」（2022年9月12日） - ジョン・ロックフェラーの声
    - 第47回「関東大震 災復興から太平洋戦争への18年」（2023年9月4日） - 渋沢栄一の声
    - 第65回「"映像記録 東京裁判"」（2024年4月1日） - 重光葵の声
    - 第66回「"巨大事故 夢と安全のジレンマ」（2024年4月15日） - 柳田邦男の声
    - 第69回「"カラシニコフ銃1億丁 史上最悪の殺人兵器"」（2024年5月20日） - ミハイル・カラシニコフの声
- 奇跡のレッスン〜世界の最強コーチと子どもたち〜（NHK-BS1、カール・ホグセットの声）
- クラシックホテル憧憬（BS日テレ、カクテル〈シティライツ〉の声 他）
- コズミックフロント☆NEXT（NHK-BSプレミアム）
  - 「沈黙の宇宙飛行士 ニール・アームストロング」（2016年）
- 食彩の王国（テレビ朝日）
- スペシャリスト 自覚なき殺戮者（裁判長の声）
- その時歴史が動いた（NHK）
  - 「ヒトラー最後の日 資料が明かす独裁者の末路」（2002年） - ヘルムート・ヴァイトリングの声
- ドキュメンタリー・ドラマ「ニュルンベルク裁判」（ジェフリー・ローレンス裁判長 他）
- ダイアモンド博士の“ヒトの秘密”（2018年、NHK-Eテレ） - ジャレド・ダイアモンド博士の声
- 日立 世界・ふしぎ発見!（TBS）
- 地球ドラマチック（NHK総合）
  - 「ヴァスコ・ダ・ガマの冒険」（2003年）
  - 「地底のゴールド・シティ 〜南アフリカ・タウトナ金鉱山〜」（2005年）
  - 「悲劇の王妃 マリー・アントワネット」（2007年）
- 世界遺産 時を刻む（NHK BSプレミアム）
- フロム・ジ・アース/人類、月に立つ（NHK-BS2）
  - 第2回「アポロ1号の悲劇」（スティーブン・ヤングの声）
- BS世界のドキュメンタリー（NHK BS）
  - BS1スペシャル「ゴルバチョフが語る ウクライナ危機の過去と未来」（2014年） - ミハイル・ゴルバチョフの声
- 日立 世界・ふしぎ発見!（TBS）
- BBC EARTH アフリカ 遥かなる大地「未来〜明日に架ける橋〜」（WOWOW）
- BBC EARTH ネイチャー・ドキュメンタリーの父「アッテンボロー60年の軌跡」（2016年、WOWOW） - デイビッド・アッテンボローの声
- 21世紀への提言（NHK-BS1） - ミハイル・ゴルバチョフの声
- ETV特集（NHK）
  - シリーズ「日本と朝鮮半島2千年」（2009年）
  - 戦後史証言プロジェクト「日本人は何をめざしてきたのか」（2016年）
  - 54枚の写真〜長崎・被爆者を訪ねて〜（2016年）
  - 誰のための司法か 〜團藤重光 最高裁・事件ノート〜（2023年4月15日） - 團藤重光の声
  - 日本人と東大 第1回 エリートの条件 “花の28年組”はなぜ敗北したのか（2025年3月22日） - 浜口雄幸の声
- ダイアモンド博士の“ヒトの秘密”（NHK） - ジャレド・ダイアモンド博士の声

### ナレーション
- NHKネットクラブ番組
- 旧太田家住宅焼損復旧修理工事の記録（2011年、民族文化映像研究所）
- 教育ビデオ 始皇帝シリーズ（語り）
- 吟詠の系譜 〜漢詩詠唱の源流をたずねて〜 音響テープ
- コズミックフロント（NHKオンデマンド）
- 覇王伝説〜戦国最強武将は誰だ?（NHK BSプレミアム）
- 小さな旅（NHK総合）
- CRぱちんこ華王・美空ひばりTVCM
- バルセロナの青い空 〜知られざるカタルーニャの長い時（1992年、民映研制作）
- ドキュメント地球時間（NHK BS）
- 世界ふれあい街歩き（NHK BSプレミアム）
- 桃源紀行（2016年、NHK BSプレミアム）
- ライバル日本史（NHK総合）
- ETV特集「千年の祭りが絶えるとき」（2024年4月27日、NHK Eテレ）

### テレビドラマ
- 特別機動捜査隊（NET / 東映）
  - 第161話「くちびる」（1964年）
  - 第210話「ペンフレンド」（1965年）
  - 第266話「日曜日の死角」（1966年）
  - 第308話「流転の旅路」（1967年）
  - 第421話「東京の流れの中で」（1969年）
  - 第465話「ある団地夫人の場合」（1970年）
  - 第493話「牛乳と洋傘と殺人鬼」（1971年）
  - 第506話「銭に生きる女」（1971年）
  - 第520話「幻の召集令状」（1971年）
  - 第563話「陽のあたる町」（1972年）
- 土曜日の虎（1966年、TBS / 大映テレビ室）
- 泣いてたまるか 第40話「僕もガードマン」（1967年、TBS / 国際放映）
- 怪奇大作戦 第9話「散歩する首」（1968年、TBS / 円谷プロ） - 警察官
- サインはV（1969年、TBS）
- 大江戸捜査網（1970年、テレビ東京） - 予告ナレーター（第14話から第16話までは本編も担当）
  - 第39話「傷だらけの愛情」（1971年） - 板倉家筆頭用人 ※俳優として
- ライオン奥様劇場 男の償い（1972年、CX）
- 白い影（1973年、TBS）
- 火曜サスペンス劇場 重婚（1983年、NTV）
- 積木くずし 〜親と子の200日戦争〜（1983年、TBS） - 家裁判事
- 花王愛の劇場 愛ってなに（1985年、TBS）
- 月曜ワイド劇場「今、いじめが爆発する! 茶巾しぼり、白墨チーズ、リンチ、自殺… ‥70%の子供がいじめられる!!」（1985年、ANB） - ナレーター
- 月曜ドラマランド おとぼけ駅員 キップくん（1986年、CX / 東通）
- はだかの刑事（1993年、日本テレビ系）
- 陽炎の辻〜居眠り磐音 江戸双紙〜3・第13話（2009年、NHK） - 農夫の声
- 東京が戦場になった日（2014年、NHKスペシャル）

### テレビ番組
- ひとりでできるもん!（悪魔大王）
- にんげんドキュメント（詩の朗読）
- 天才てれびくんYOU（2017年、ふでじい）

### 映画
- 佐渡の車田植（1981年） - 解説
- オオカミの護符 ‐ 里びとと山びとのあわいに（2007年） - ナレーター
- 土徳 - 焼跡地に生かされて（2009年） - ナレーター
- 鋳金 大澤光民のわざ（2010年） - 語り
- ミツバチの羽音と地球の回転（2010年） - 声の出演

### ラジオ
- NHK-FM ラジオ深夜便「時代を創った声」（2024年11月3日）

### その他コンテンツ
- 永遠の0 オーディオブック（2016年、祖父）
- G-SAVIOUR（ガーノー総督）※サウンドシネマ版